# Genética clássica
A Genética clássica consiste nas técnicas e métodos da genética, anteriores ao advento da biologia molecular. Depois da descoberta do código genético e de ferramentas de clonagem utilizando enzimas de restrição, os temas abertos à investigação científica em genética sofreram um aumento considerável. Algumas ideias da genética clássica foram abandonadas ou modificadas devido ao aumento do conhecimento trazido por descobertas de índole molecular, embora algumas ideias ainda permaneçam intactas, como a hereditariedade mendeliana. O estudo dos padrões de hereditariedade continuam ainda a ser uma ferramenta útil no estudo de doenças genéticas, como a neurofibromatose.